# Cá cháy Hilsa
Cá cháy Hilsa (tiếng Bengal: ইিলশ Ilish), danh pháp hai phần: Tenualosa ilisha, là một loài cá cháy, biểu tượng của Bangladesh, và cũng phổ biến ở những vùng nói tiếng tiếng Assam, tiếng Bengal, tiếng Oriya của Ấn Độ và các vùng nói tiếng Telugu-(tiếng Telugu: పులస Pulasa hay Polasa) và ở Pakistan Sindh (Sindhī: پلو مڇي Pallu Machhi). Ở Gujarat nó có tên gọi là Modenn hoặc Palva. Đây là loài cá nhiệt đới có giá trị kinh tế quan trọng. Loài cá này được đánh bắt ở châu thổ sông Narmada và Padma. Cá ở khu vực ven biển của Gujarat được gọi là Modenn nếu nó là cá cái và Palva nếu là cá đực. Cũng giống như Bengal và Sindh đây là loài cá không nổi tiếng ở Gujarat do những người ăn cá ở Gujarat chủ yếu theo đạo Hồi và Hindu.

## Hình ảnh

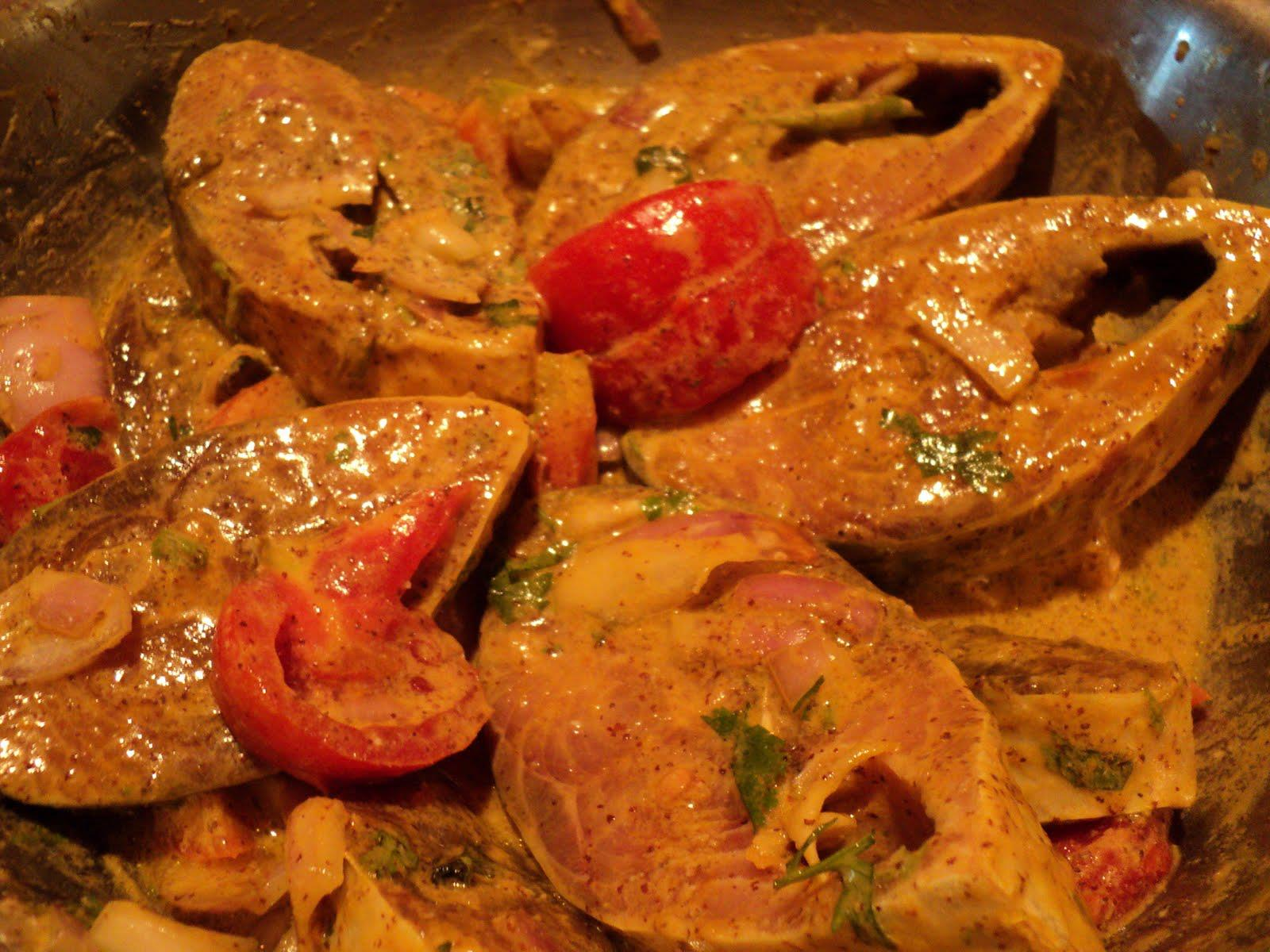
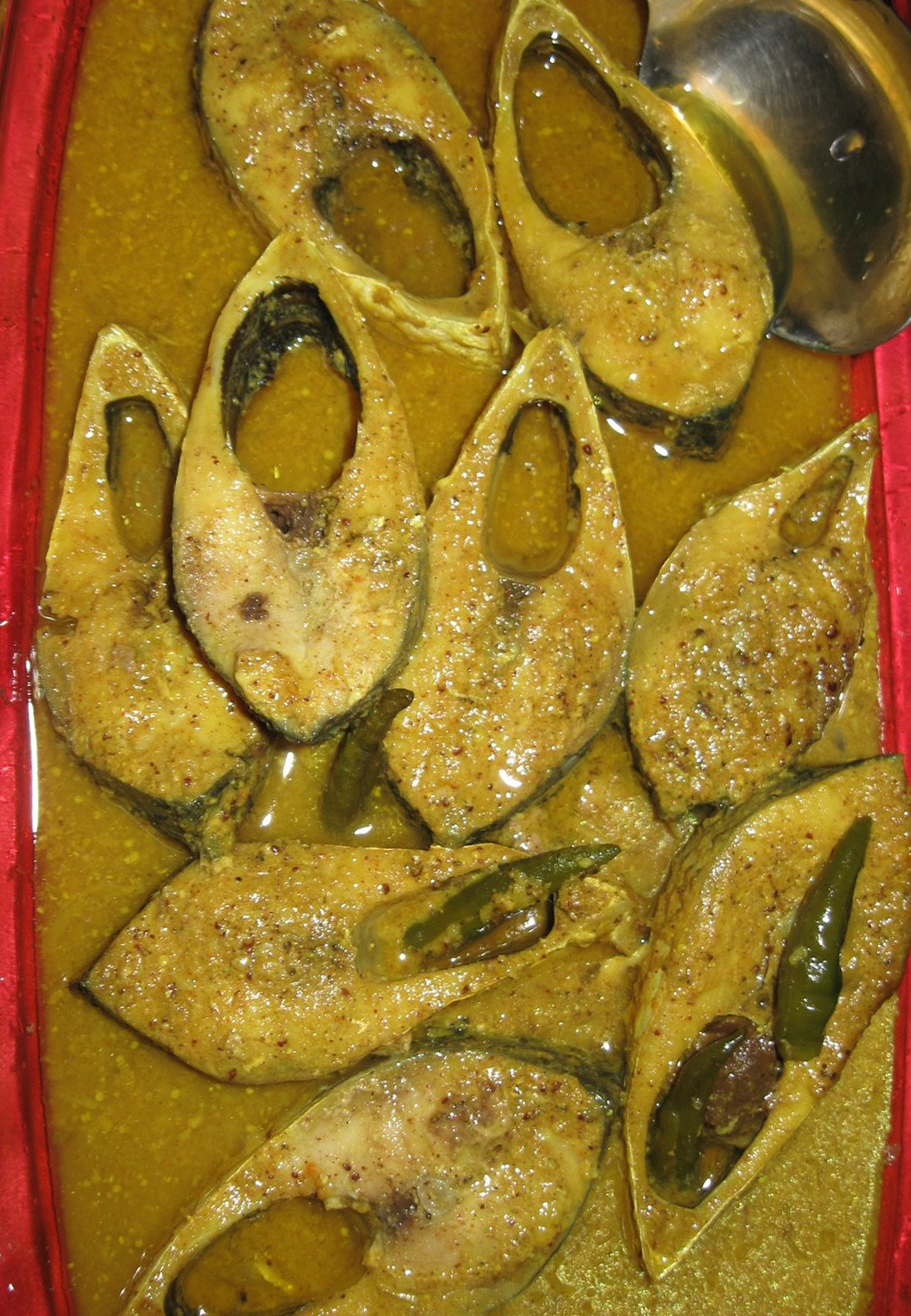
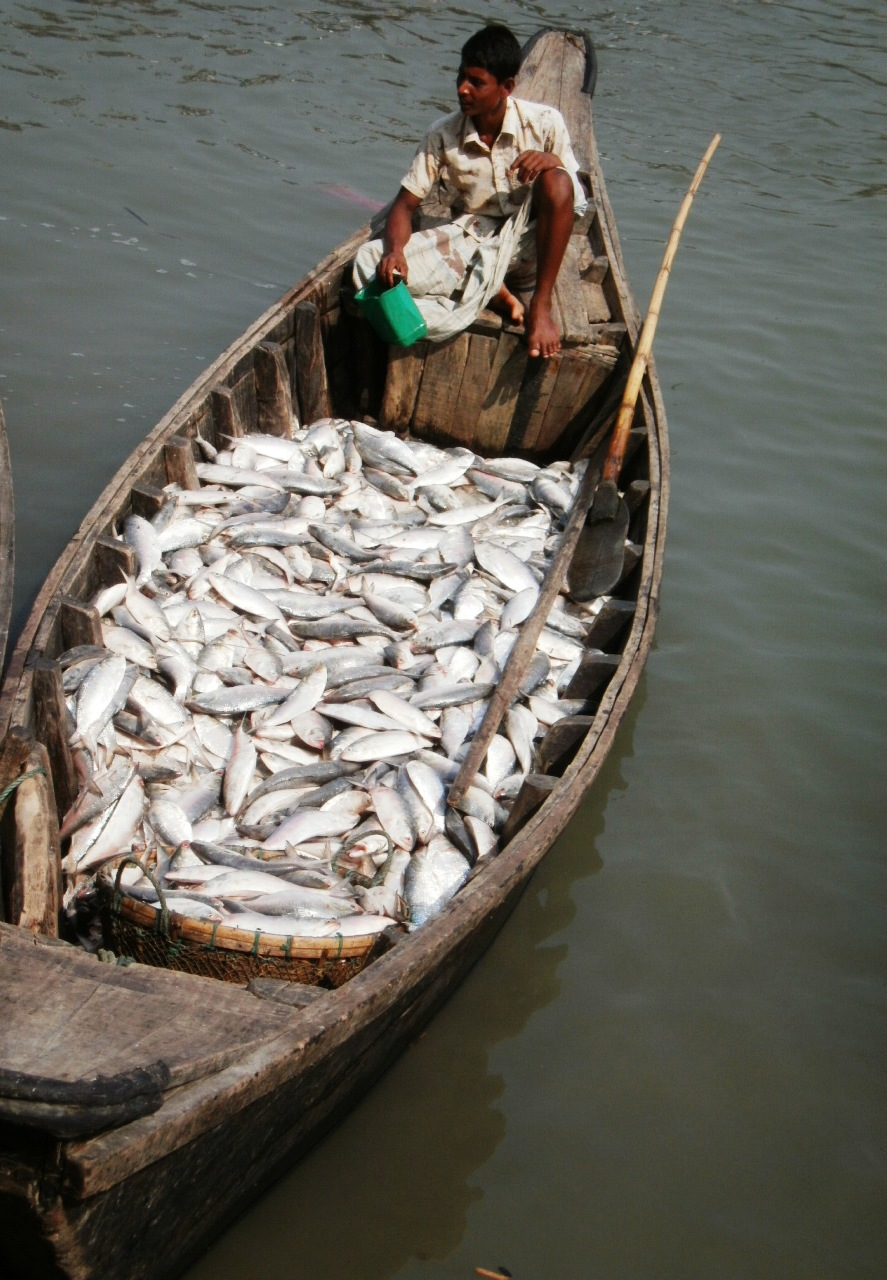
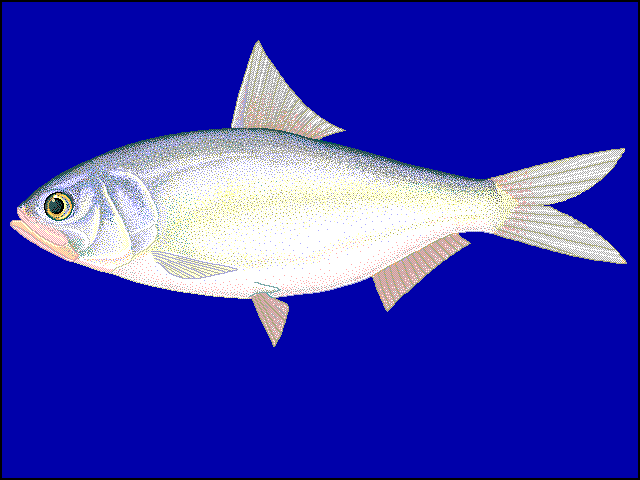